# Phytosciara conturbata
Phytosciara conturbata är en tvåvingeart som beskrevs av Werner Mohrig 1999. Phytosciara conturbata ingår i släktet Phytosciara och familjen sorgmyggor. Inga underarter finns listade i Catalogue of Life.